# Kirchenbezirk Degerloch
Der Evangelische Kirchenbezirk Degerloch (bis 1939 Kirchenbezirk Plieningen) war einer von zuletzt 51 Kirchenbezirken bzw. Dekanaten der Evangelischen Landeskirche in Württemberg. Mit Wirkung vom 1. Januar 2008 wurde er mit den drei anderen Kirchenbezirken Stuttgarts Stuttgart, Bad Cannstatt und Zuffenhausen zum Kirchenkreis Stuttgart vereinigt. Das Gebiet des Kirchenbezirks Degerloch lebt jedoch als Dekanatsbezirk Degerloch innerhalb des Kirchenkreises Stuttgart weiter.

## Geografie
Der Kirchenbezirk Degerloch lag in der Mitte der württembergischen Landeskirche. Sein Gebiet umfasste die Stuttgarter Stadtbezirke Birkach, Degerloch (ohne den Stadtteil Haigst), Möhringen, Plieningen, Sillenbuch und Vaihingen (ohne das Wohngebiet Dachswald).

### Nachbarkirchenbezirke
Der Kirchenbezirk Degerloch grenzte an folgende Kirchenbezirke (im Uhrzeigersinn beginnend im Norden): Stuttgart, Bad Cannstatt, Esslingen, und Bernhausen (alle Prälatur Stuttgart) sowie Böblingen (Prälatur Reutlingen).

## Geschichte

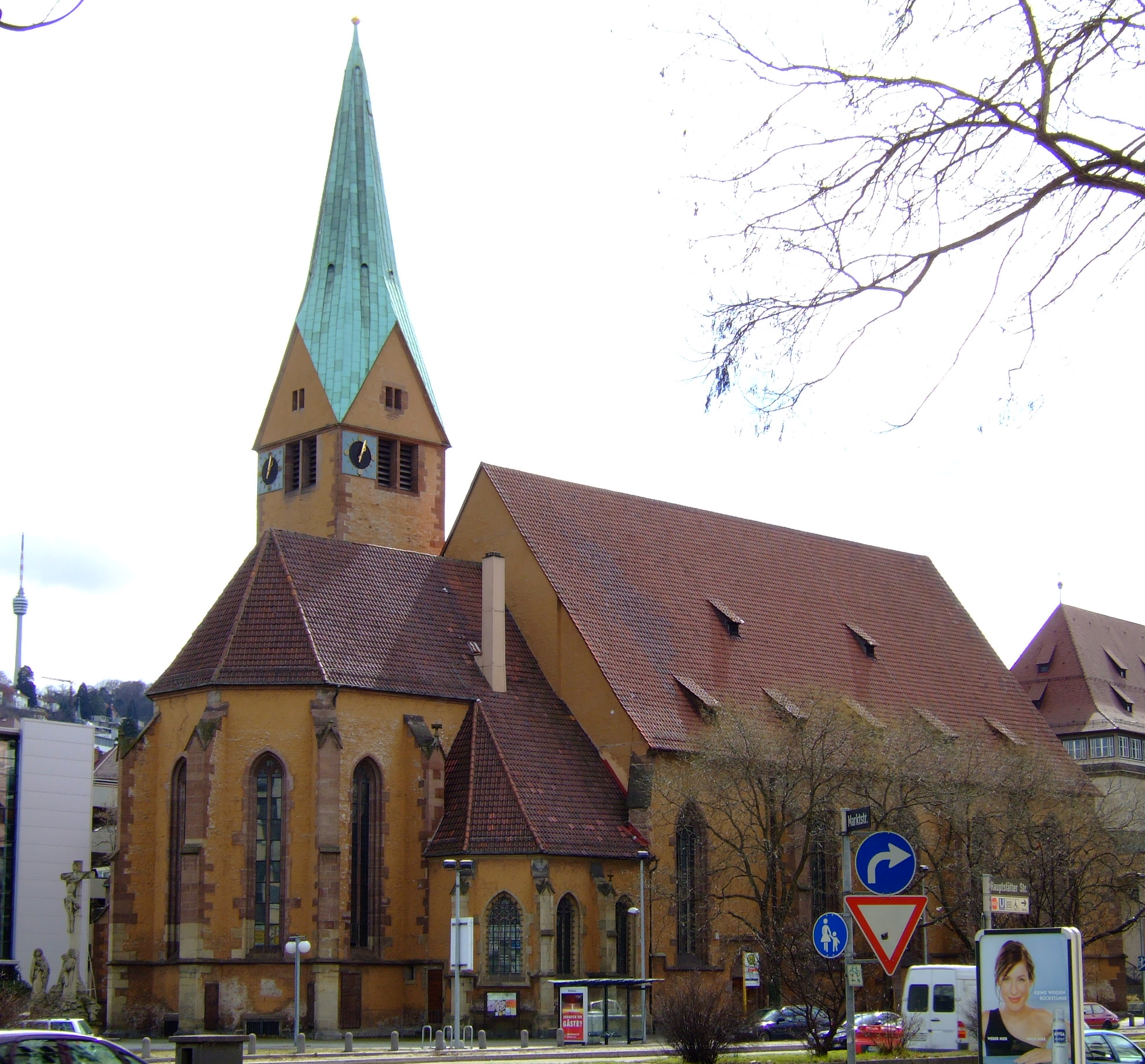
Leonhardskirche

Das Dekanat Degerloch geht zurück auf das Dekanat für das Amtsoberamt Stuttgart, das 1819 vom Stadtdekanat Stuttgart getrennt wurde. Sitz des Dekans war zunächst eine Kirche in Stuttgart-Mitte, in der Regel war das Amt des Dekans für Stuttgart-Amt mit dem Amt des 1. Stadtpfarrers an der Leonhardskirche verbunden (so bis 1919), dann wurde der Sitz des Dekanatamtes nach Plieningen und 1938 schließlich nach Degerloch verlegt. Die Dekansstelle wurde durch Bekanntmachung des Evang. Konsistoriums vom 9. September 1921 mit der 1. Pfarrstelle in Plieningen verbunden (diese Regelung trat mit der Neubesetzung des Dekanamtes in Plieningen am 7. September 1921 in Kraft; inzwischen hatte ein Vertreter die Amtsgeschäfte geführt). Der Dekanatsbezirk Stuttgart-Amt wurde somit entsprechend in Dekanat Plieningen umbenannt. Das Dekanat Stuttgart-Amt bzw. Plieningen, später Degerloch, gehörte zunächst zum Generalat Ludwigsburg und seit 1933 zur Prälatur Stuttgart.
Das Dekanat für das Amtsoberamt Stuttgart bzw. das Dekanat Plieningen umfasste alle Kirchengemeinden des Amtsoberamts Stuttgart. Ab 1901 wurden die meisten Gemeinden des Amtsoberamts Stuttgart in die Stadt Stuttgart eingemeindet, bis es 1938 schließlich aufgehoben wurde. Dennoch blieb das Dekanat Plieningen, nunmehr Dekanat Degerloch, weiterhin für die Kirchengemeinden zuständig. Es veränderte seine Grenzen mehrfach. So wechselte die Kirchengemeinde Feuerbach mit Wirkung vom 1. April 1922 vom Kirchenbezirk Plieningen in den Kirchenbezirk Cannstatt. Mit Wirkung vom 1. April 1939 wurden die Kirchengemeinde Heumaden ebenfalls in den Kirchenbezirk Cannstatt und die Kirchengemeinde Kaltental in den Kirchenbezirk Stuttgart umgegliedert. Nach 1942, also nach den letzten Eingemeindungen der Stadt Stuttgart, umfasste das Dekanat Degerloch überwiegend Kirchengemeinden der Stadt Stuttgart, reichte aber im Süden noch über die Stadtgrenzen Stuttgarts hinaus. Mit Wirkung vom 1. April 1947 wurde die Kirchengemeinde Heumaden wieder vom Kirchenbezirk Cannstatt in den Kirchenbezirk Degerloch umgegliedert. Ebenso wurde Sillenbuch von Cannstatt hierher umgegliedert. Durch Bekanntmachung des Oberkirchenrats vom 15. Juli 1965 wurde dann die Kirchengemeinde Scharnhausen in den Kirchenbezirk Esslingen umgegliedert und 1981 wurden die restlichen nicht zur Stadt Stuttgart gehörenden Kirchengemeinden des Kirchenbezirks Degerloch abgetrennt. Damals wurden mit Wirkung vom 1. Januar 1981 die Kirchengemeinden Waldenbuch und Steinenbronn dem Kirchenbezirk Böblingen zugeordnet und aus den Kirchengemeinden in den drei Großen Kreisstädten Leinfelden-Echterdingen, Filderstadt, Ostfildern, (wovon drei zum Kirchenbezirk Esslingen gehörten) sowie der Kirchengemeinde Neuhausen auf den Fildern (Kirchenbezirk Nürtingen) der neue Kirchenbezirk Bernhausen gebildet. Der Kirchenbezirk Degerloch umfasste seither nur noch Kirchengemeinden im Stadtgebiet Stuttgarts. In der Stadt Stuttgart gab es aber neben dem Kirchenbezirk Degerloch noch drei weitere Kirchenbezirk, Stuttgart, Bad Cannstatt und Zuffenhausen. Um ein einheitliches Kirchenwesen innerhalb der Stadtgrenzen Stuttgarts zu schaffen, wurde daher 1983 der „Evangelische Stadtverband Stuttgart“ gegründet, dem die vier Stuttgarter Kirchenbezirke angehörten. Der Stadtverband traf sich einmal im Jahr zu einer großen Versammlung. In ihm waren die Kirchengemeinden und diakonische Einrichtungen im Stadtgebiet Stuttgart (z. B. die „Evangelische Gesellschaft“ und das „Haus der Familie“) mit Sitz und Stimme vertreten. Geleitet wurde der Stadtverband von einem gewählten Vorsitzenden, das war jeweils einer der vier Dekane (seit 1999 war es Stadtdekan Hans-Peter Ehrlich). Zum 1. Januar 2008 wurden die vier Kirchenbezirke bzw. der Stadtverband Stuttgart zu einem einheitlichen Kirchenkreis Stuttgart vereinigt.

## Leitung des Kirchenbezirks
Die Leitung des Kirchenbezirks oblag der Bezirkssynode, dem Kirchenbezirksausschuss (KBA) und dem Dekan. Letzter Dekan war seit 2000 Wolfgang Röhl, der zugleich einer der Pfarrer an der Michaelskirche in Stuttgart-Degerloch ist. Er war bis zu seinem Ruhestand auch weiterhin Dekan des Dekanatsbezirk Degerloch innerhalb des Kirchenkreises Stuttgart.

### Dekane des Kirchenbezirks / Dekanatsbezirks Degerloch
Die Dekane des Amtsdekanats Stuttgart bzw. Dekanats Plieningen bzw. Dekanats Degerloch
- 1819–1824: Karl Friedrich Hofacker, Amtsdekan und Stadtpfarrer an der Leonhardskirche
- 1825–1831: Christian Karl August von Haas, Amtsdekan und zugleich Stiftsprediger und Generalsuperintendent von Reutlingen
- 1831–1836: Friedrich von Gerok, Amtsdekan und zugleich Diakon an der Stiftskirche
- 1836–1837: Friedrich Ernst Gottlieb Hoffmann, Amtsdekan und zugleich Diakon an der Stiftskirche
- 1837–1841: Gottlieb Friedrich Klemm, Amtsdekan und Stadtpfarrer an der Leonhardskirche
- 1841–1845: Gustav Benjamin Schwab (1792–1850), Amtsdekan und Stadtpfarrer an der Leonhardskirche
- 1846–1852: Christian Friedrich Dettinger, Amtsdekan und zugleich Diakon an der Stiftskirche
- 1852–1862: Karl Friedrich Gerok, Amtsdekan und zugleich Diakon an der Stiftskirche
- 1862–1881: Gustav Albert Christlieb Plieninger, Amtsdekan und zugleich Diakon an der Hospitalkirche und ab 1864 Stadtpfarrer an der Leonhardskirche
- 1881–1885: Georg Ernst Julius Ege (1823–1905), Amtsdekan und zugleich Diakon an der Hospitalkirche
- 1885–1894: Christoph Friedrich Reiff (1827–1894), Amtsdekan und Stadtpfarrer an der Leonhardskirche
- 1894–1912: Theodor Kopp (1845–1912), Amtsdekan und Stadtpfarrer an der Leonhardskirche
- 1912–1919: Immanuel Gros, Amtsdekan und Stadtpfarrer an der Leonhardskirche
- 1919–1921: Karl Friedrich Keidel (1851–1938), Amtsdekan und Stadtpfarrer in Degerloch als Stellvertreter
- 1921–1933: Karl Gastpar (1865–1933), Amtsdekan und Stadtpfarrer in Plieningen
- 1934–1939: Wilhelm Otto (1879–1939), Amtsdekan und Stadtpfarrer in Plieningen
- 1939–1955: Hermann Kopp (1887–1976), Dekan in Degerloch
- 1955–1972: Hans Wagner (1905–1993), Dekan in Degerloch
- 1972–1985: Diether Hermann (1920–2008), Dekan in Degerloch
- 1986–2000: Walter Blaich (1936–2023), Dekan in Degerloch
- 2000–2007: Wolfgang Röhl (* 1952), Dekan in Degerloch, von 2008 bis 2017 Dekan des Dekanatsbezirk Degerloch innerhalb des Kirchenkreis Stuttgart
- seit 2017: Kerstin Vogel-Hinrichs (* 1963), Dekanin des Dekanatsbezirks Degerloch im Kirchenkreis Stuttgart

## Kirchengemeinden
Im Kirchenbezirk Degerloch gab es zuletzt noch insgesamt 20 Kirchengemeinden. Bis 11. November 2007 waren es noch 21 Kirchengemeinden. Damals schlossen sich die Kirchengemeinden Plieningen und Hohenheim zu einer Kirchengemeinde zusammen. Von den 20 Kirchengemeinden des Kirchenbezirks Degerloch haben sich sechs zu insgesamt zwei Gesamtkirchengemeinden zusammengeschlossen, bleiben jedoch weiterhin rechtlich selbständig. Auf eine ausführliche Beschreibung der einzelnen Kirchen wurde verzichtet, weil alle Kirchengebäude im besonderen Artikel Kirchen in Stuttgart beschrieben sind. Zur Geschichte der einzelnen Kirchengemeinden siehe den Artikel Kirchenkreis Stuttgart.
Die zuletzt 20 Kirchengemeinden des Kirchenbezirks Degerloch waren:
Kirchengemeinde Alt-Heumaden, Kirchengemeinde Asemwald, Gesamtkirchengemeinde Degerloch (bestehend aus den drei Kirchengemeinden Hoffeldkirchengemeinde Degerloch, Michaelskirchengemeinde Degerloch und Versöhnungskirchengemeinde Degerloch), Kirchengemeinde Dürrlewang, Kirchengemeinde Fasanenhof, Kirchengemeinde Heumaden-Süd, Gesamtkirchengemeinde Möhringen (bestehend aus den drei Kirchengemeinden Auferstehungskirchengemeinde Möhringen, Christuskirchengemeinde Möhringen und Martinskirchengemeinde Möhringen), Kirchengemeinde Plieningen-Hohenheim, Kirchengemeinde Riedenberg, Kirchengemeinde Rohr-Dürrlewang, Kirchengemeinde Schönberg, Kirchengemeinde Sillenbuch, Kirchengemeinde Stuttgart-Birkach, Kirchengemeinde Stuttgart-Sonnenberg und Kirchengemeinde Stuttgart-Vaihingen & Büsnau

## Archivquellen
- Bestand: Visitationsberichte.   Landeskirchliches Archiv Stuttgart. 1581–1822.   Signatur: A 1.
- Bestand: Kirchenvisitationsakten.   Hauptstaatsarchiv Stuttgart. ca. 1601–1840.   Signatur: A 281.
- Bestand: Ortsakten [mit Digitalisaten der Pfarrbeschreibungen und Pfarrberichte (darin u. a.: Chronik, Filialverhältnisse)].   Landeskirchliches Archiv Stuttgart. ca. 1550–1923.   Signatur: A 29.
- Bestand: Ortsakten [mit Digitalisaten der Pfarrberichte (darin u. a.: Filialverhältnisse)].   Landeskirchliches Archiv Stuttgart. ca. 1924–1966.   Signatur: A 129.
- Bestand: Ortsakten [mit Visitationsberichten].   Landeskirchliches Archiv Stuttgart. ca. 1967–1989.   Signatur: A 229.
- Archivgut: Dekanatsarchive.   Landeskirchliches Archiv Stuttgart.   Signatur: F-Bestände.
- Archivgut: Pfarrarchive.   Landeskirchliches Archiv Stuttgart.   Signatur: G-Bestände.